# François Barreau de Chefdeville
François Dominique Barreau de Chefdeville (Parigi, 1725 – 29 giugno 1765) è stato un architetto francese.

## Biografia
Nato in una famiglia di ricchi marchesi parigini, Barreau de Chefdeville studiò architettura sotto la guida di Germain Boffrand e vinse il Grand Prix de Rome al concorso del 1749 con “un tempio isolato della pace nello stile dei templi antichi”.
Soggiorna a Roma dall'ottobre 1751 all'agosto 1753 con Pierre-Louis Moreau-Desproux, Pierre-Louis Helin, Marie-Joseph Peyre e Charles De Wailly. Visitò Napoli con lo scultore Augustin Pajou e il resto d'Italia con il pittore Silvestre figlio.
Tornato a Parigi, conosce Ange Laurent de Lalive de Jully (1725-1779), introduttore di ambasciatori e amico intimo di Madame de Pompadour, che vuole tornare a forme ispirate all'antichità e far rivivere il grand style del regno di Luigi XIV, in reazione allo stile Rocaille. Intorno al 1764 allestì per Lalive il gabinetto Fiammingo in rue de Ménars, con mobili disegnati dall'architetto Louis-Joseph Le Lorrain (1715-1759) e realizzati da Joseph Baumhauer, detto “Joseph”, per l'ebanisteria, e da Philippe Caffieri per i bronzi. Questa decorazione, che lanciò la moda dello stile à la grecque, ebbe una notevole influenza sullo sviluppo del gusto.
Barreau de Chefdeville partecipò a diversi concorsi pubblici, tra cui quello indetto per la ricostruzione dell'Hôtel des Monnaies. Nel settembre 1764 vinse il concorso indetto da Luigi Giuseppe di Borbone-Condé per l'ampliamento del Palazzo Borbone e creò una propria agenzia che produsse oltre cento disegni di lavoro, conservati al Museo Condé di Chantilly e alla Scuola superiore di belle arti (collezione Le Soufaché).
Per Charles Robert Boutin, intendente della Guienna a Bordeaux, decorò la sua casa parigina all'angolo tra rue du Temple e rue Portefoin. Per la casa popolare che Boutin possedeva insieme al fratello Simon Boutin, tesoriere della Marina, in rue Saint-Lazare, redige i progetti del Pavillon du Gladiateur, un atrio illuminato da una lanterna che ospita una copia della scultura di Agasias di Efeso di Laurent Guyard. Fornì anche i disegni per la ricostruzione dell'intendenza di Bordeaux dopo l'incendio del 1756, e corresse alcuni progetti bordolesi per Place Dauphine e il Faubourg des Chartrons.
Egli elaborò i progetti per la chiesa di Saint-Nicolas a Nérac (oggi nel dipartimento di Lot e Garonna), optando per una pianta a croce latina con un portale decorato da un ordine ionico francese di pilastri colossali. La costruzione fu supervisionata in loco da un architetto parigino di nome Sauvageot (1758-1785).
Barreau de Chefdeville morì prematuramente all'età di quarant'anni e fu sostituito al Palazzo Borbone da Antoine Matthieu Le Carpentier e a Bordeaux da Oudot de Maclaurin.